# Illawarra (See)

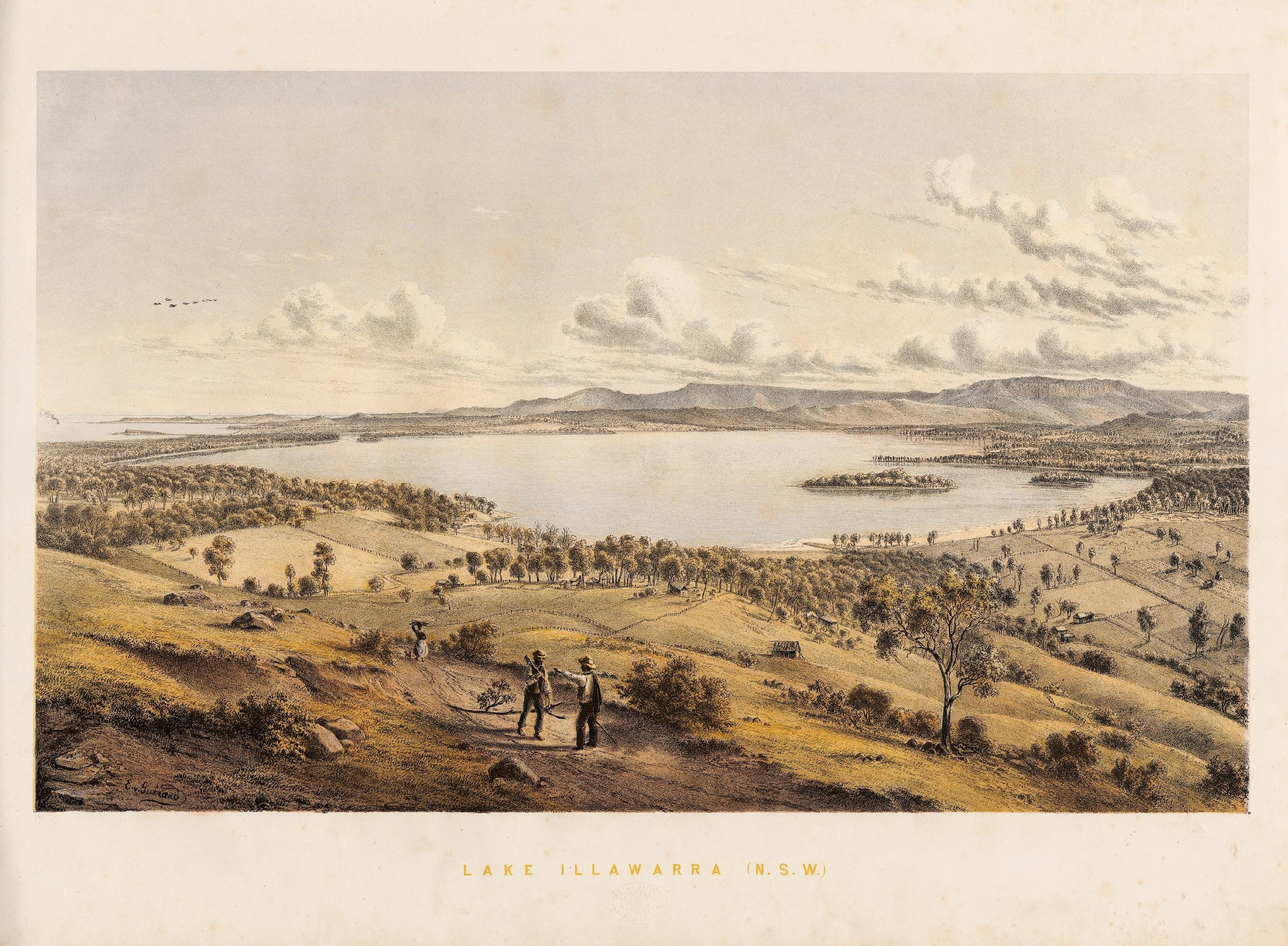
Zeichnung des Sees von Eugene von Guerard um 1860

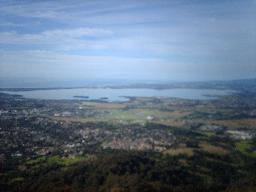
Foto des Sees von 2008

Der Lake Illawarra ist eine küstennahe Lagune in Illawarra, Australien.

## Beschaffenheit
Der Binnensee bedeckt rund 36 km² und ist maximal 3 m tief. Der Süßwasserzufluss erfolgt  von einer nahegelegenen Schichtstufe durch zwei Flüsse. Die Salzwasser-Tide tritt bei einem Stadtteil von Wollongong ein. Sanderosion aus der Umgebung kompensiert die Ausspülung durch die Tide. Die Vogelwelt umfasst dort Pelikane, Kormorane, Lappenenten, Haarschopftaucher, Schwarzschwäne, Reiher und Ibisse.

## Nutzung
Die Nutzung von Segelbooten ist auf dem See erlaubt. Ein nahegelegenes 435-MW-Gaskraftwerk nutzt das Lagunenwasser für Kühlzwecke. Er gilt als Naherholungsgebiet von Wollongong.